# Paul Bonhomme
Paul Bonhomme (Cambridgeshire, 1964. szeptember 22. –) brit műrepülő pilóta. A 2007-es Red Bull Air Race Világkupa éllovasa.
Bonhomme számára az egész úgy kezdődött, hogy ő maga „ hangárpatkány” volt, aki kisfiúként pucolta a gépeket egy klubban és mire 17 éves lett, pilótaengedélye is volt, majd azonnal nekilátott, hogy képezze magát a műrepülésben. Apja pilótaként szolgált a brit légierőnél és később kapitány lett az egyik légitársaságnál, fiútestvére szintén – ugyancsak egy légitársaság kapitányaként – a repülés területén ténykedik. Ezek után nem csoda, hogy a Bonhomme család legfiatalabb tagja is profi pilótaként jelent meg a színen, és egy Boeing 747-es kapitányaként repült.
Paul, aki imádja a motorkerékpározást, üres óráiban szeret hivatása gyakorlására összpontosítani. 1986 óta több mint 500 légi bemutatón repült, aminek java részét egy Szuhojban töltötte, Air Race-riválisával, Steve Jones-sel együtt, mielőtt – 2005-ben – válaszoltak volna a lehető legnagyobb kihívásra, amikor is repülni kezdtek a Red Bull Air Race-n. „Vannak emberek, akik terveket szövögetnek. Az én tervem az, hogy megnyerem a Red Bull Air Race-t” közölte magabiztosan a 42 éves angol.

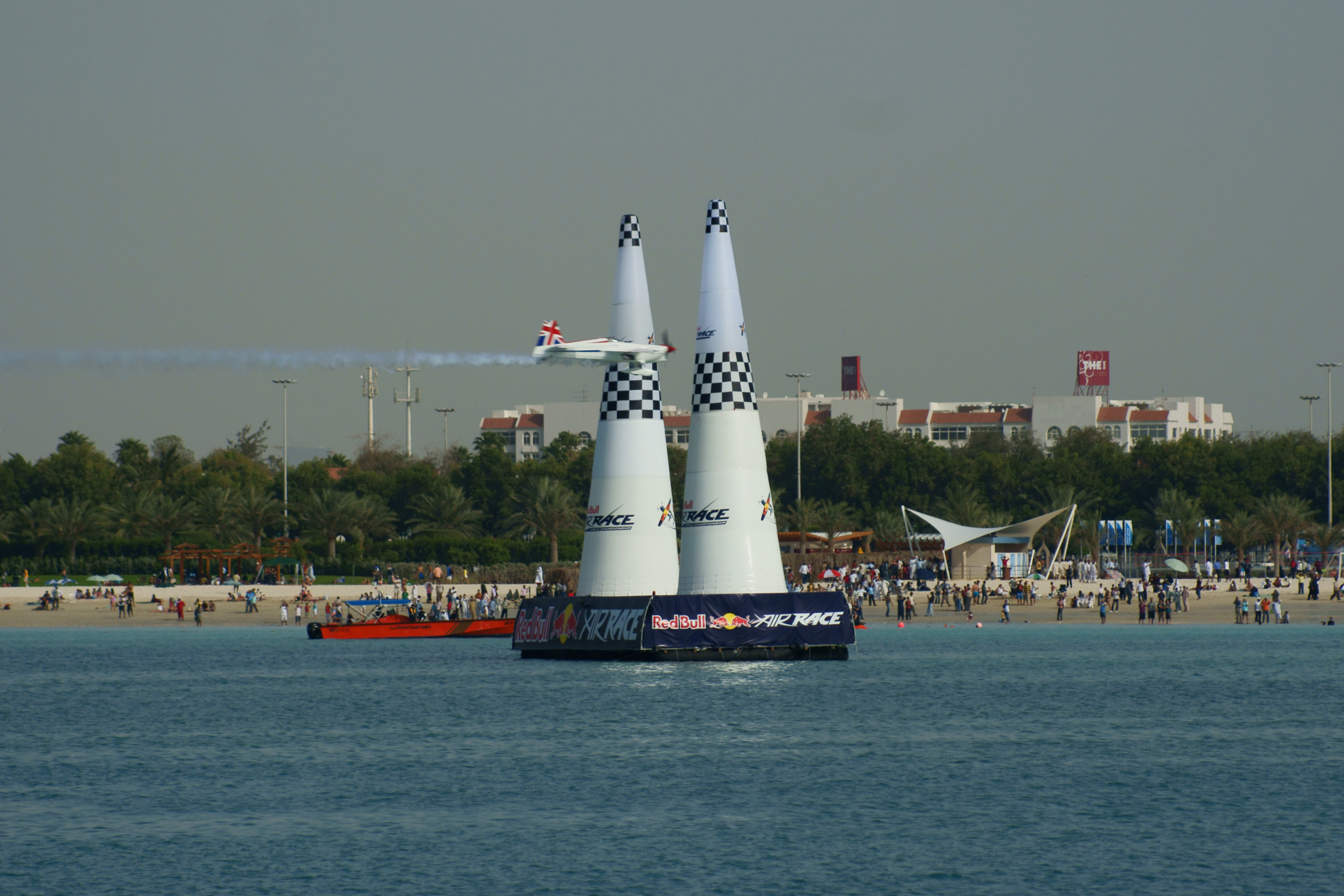
Bonhomme a 2010-es Red Bull Air Race-en

Három 3. helyezésével, amelyet a 2005-ös szezon során ért el, beindult a dolog. 2006-ban nyert Longleatben, majd két 2. helyet vívott ki magának Isztambulban és Budapesten, tehát összességében negyedikként végzett a futamok során.
Bonhomme úgy edz, hogy mountain-bike-ozik, így aztán megfelelően állóképes is marad az igencsak módosított Edge-hez, amin repülni fog ebben az évben; a gépet Wade Hammond módosította és állította be, aki már két éve a technikusa és az marad 2007-ben is. „Nagyon keményen edzünk, hogy hozzászoktassuk magunkat az új módosításokhoz. Végtére is egy 330 LE-s, 430 km/h-s sebességre képes repülőgéppel kell megismerkednünk, amely 500 kg-ot nyom. „Mi mindenesetre készen állunk és ott leszek, hogy megfeleljek a győzelmi kihívásnak”.

## Eredményei
| Paul Bonhomme a Red Bull Air Race Világkupában | Paul Bonhomme a Red Bull Air Race Világkupában | Paul Bonhomme a Red Bull Air Race Világkupában | Paul Bonhomme a Red Bull Air Race Világkupában | Paul Bonhomme a Red Bull Air Race Világkupában | Paul Bonhomme a Red Bull Air Race Világkupában | Paul Bonhomme a Red Bull Air Race Világkupában | Paul Bonhomme a Red Bull Air Race Világkupában | Paul Bonhomme a Red Bull Air Race Világkupában | Paul Bonhomme a Red Bull Air Race Világkupában | Paul Bonhomme a Red Bull Air Race Világkupában | Paul Bonhomme a Red Bull Air Race Világkupában | Paul Bonhomme a Red Bull Air Race Világkupában | Paul Bonhomme a Red Bull Air Race Világkupában | Paul Bonhomme a Red Bull Air Race Világkupában | Paul Bonhomme a Red Bull Air Race Világkupában |
| Év                                             | 1                                              | 2                                              | 3                                              | 4                                              | 5                                              | 6                                              | 7                                              | 8                                              | 9                                              | 10                                             | 11                                             | 12                                             | Pontok                                         | Győzelmek                                      | Helyezés                                       |
| ---------------------------------------------- | ---------------------------------------------- | ---------------------------------------------- | ---------------------------------------------- | ---------------------------------------------- | ---------------------------------------------- | ---------------------------------------------- | ---------------------------------------------- | ---------------------------------------------- | ---------------------------------------------- | ---------------------------------------------- | ---------------------------------------------- | ---------------------------------------------- | ---------------------------------------------- | ---------------------------------------------- | ---------------------------------------------- |
| 2003                                           | 3                                              | DNS                                            |                                                |                                                |                                                |                                                |                                                |                                                |                                                |                                                |                                                |                                                | 0                                              | 0                                              | NC                                             |
| 2004                                           | 6                                              | 7                                              | 6                                              |                                                |                                                |                                                |                                                |                                                |                                                |                                                |                                                |                                                | 2                                              | 0                                              | 8                                              |
| 2005                                           | 6                                              | 7                                              | 3                                              | 3                                              | 5                                              | 3                                              | 5                                              |                                                |                                                |                                                |                                                |                                                | 17                                             | 0                                              | 5                                              |
| 2006                                           | 7                                              | 8.                                             | 6                                              | CAN                                            | 2                                              | 2                                              | 1                                              | 3                                              | 2.                                             |                                                |                                                |                                                | 26                                             | 1                                              | 4                                              |
| 2007                                           | 3                                              | 1                                              | 2                                              | 2                                              | CAN                                            | 1                                              | 2                                              | Magyarország                                   | Portugália                                     | USA                                            | Mexikó                                         | Ausztrália                                     | 20                                             | 1                                              | 1                                              |
| Total                                          |                                                |                                                |                                                |                                                |                                                |                                                |                                                |                                                |                                                |                                                |                                                |                                                | 65                                             | 2                                              | 4                                              |

Legend:
- CAN: Cancelled
- DNP: Did not participate
- DNS: Did not show
- DQ: Disqualified
- NC: Not classified

## Külső hivatkozások
- Red Bull Air Race Világkupa hivatalos honlapja